# 13643 Takushi
A 13643 Takushi (ideiglenes jelöléssel 1996 HC1) a Naprendszer kisbolygóövében található aszteroida. Hiroshi Abe fedezte fel 1996. április 21-én.
A bolygót Takushi Yokota-ról (1958–), a Kobe Egyetem csillagászati klubjának vezetőjéről nevezték el.

## Kapcsolódó szócikk
- Kisbolygók listája (13501–14000)